# Sun D'Or

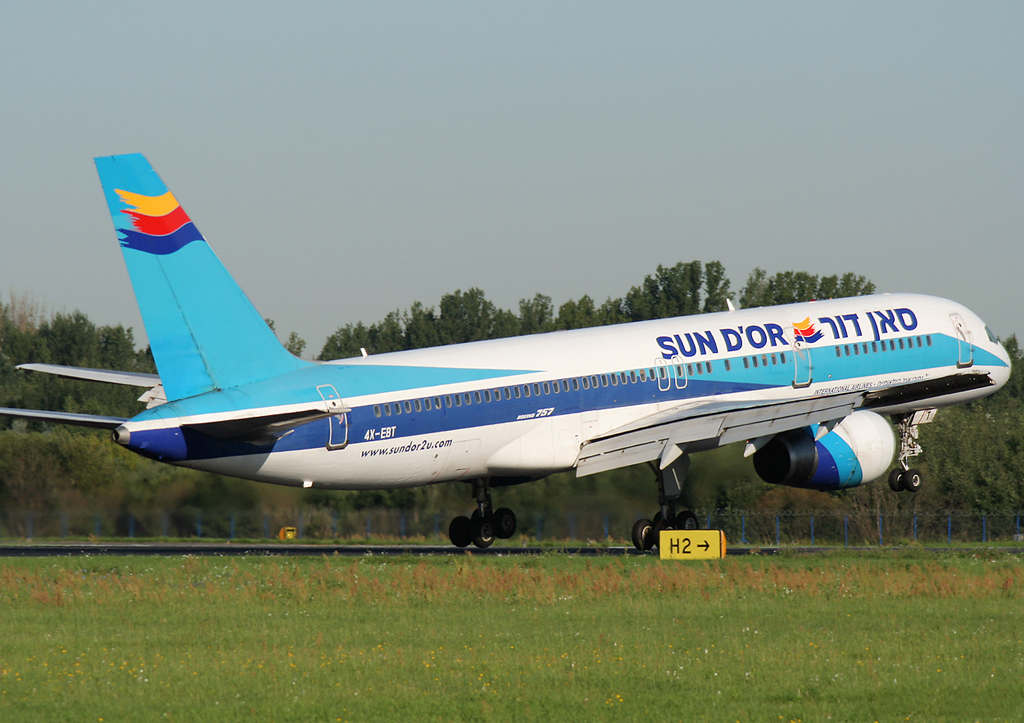
Letadlo Boeing 757 společnosti Sun D'Or na letišti ve Varšavě

Sun D'Or (hebrejsky: סאן דור‎‎, San Dor, plným jménem Sun d'Or International Airlines) byla letecká společnost v Izraeli.
Byla založena 1. října 1977 jako dceřiná společnost leteckého dopravce El Al pod názvem El Al Charter Services Ltd. V roce 1981 získala nynější název, který je složen z anglického slova Sun (Slunce) a francouzského slova d'Or (zlatý). Domovským leteckým přístavem bylo Ben Gurionovo mezinárodní letiště. Doménou společnosti bylo provozování charterových letů mezi Izraelem a Evropou.
V březnu 2011 zrušily izraelské úřady s účinností od 1. dubna 2011 společnosti Sun D'Or licenci pro provozování letecké přepravy kvůli nesplnění mezinárodních předpisů. V té době měla firma flotilu tří letadel Boeing 757. Sun D'Or nyní existuje jako značka plně začleněná do společnosti El Al, bez právní subjektivity.